# St. Josef (Vlčkovice v Podkrkonoší)

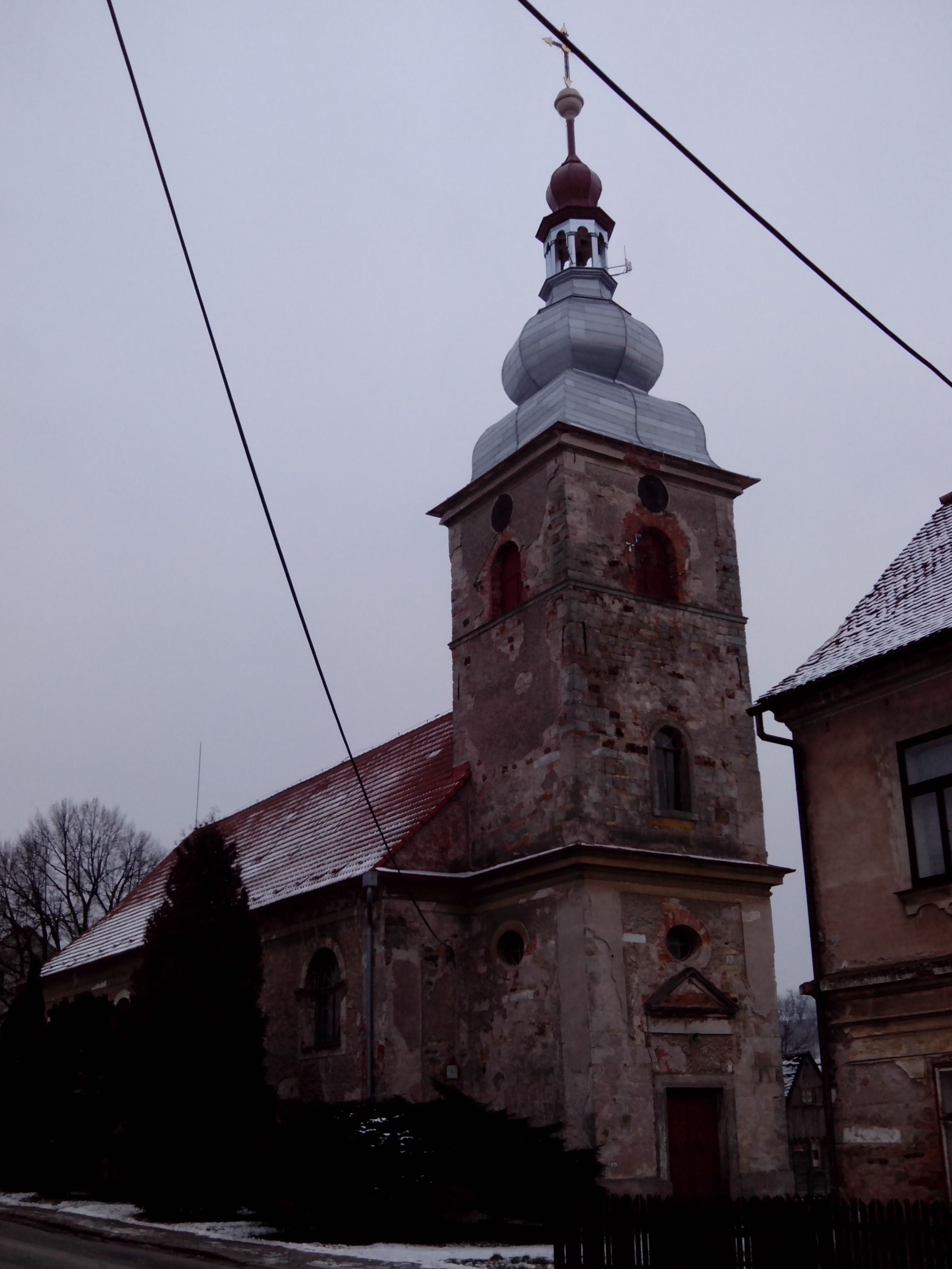
St. Josef Vlčkovice

St. Josef (tschechisch Kostel sv. Josefa) ist eine Pfarrkirche in Vlčkovice v Podkrkonoší (Ober-Wölsdorf) im Riesengebirgsvorland im Okres Trutnov in Tschechien.

## Geschichte
1703 wurde eine Friedhofskapelle zur Hl. Maria errichtet. Dieser Bau wurde 1849–1850 durch die heutige St.-Josephs-Kirche ersetzt. Im Jahre 1853 wurde eine Lokalkaplanei errichtet, die 1887 zur Pfarrkirche erhoben wurde.

## Bauwerk
Die Kirche ist ein einschiffiger Bau mit Turm an der Westseite. Der Chor ist polygonal abgeschlossen. Die Fassade ist grob geputzt. Eine Glocke mit lateinischer und deutscher Inschrift stammt von 1778. Die anderen beiden 1916 für Kriegszwecke beschlagnahmten Glocken waren neueren Datums.